# 26 décembre 1949
Le lundi 26 décembre 1949 est le 360e jour de l'année 1949.

## Naissances
- Alain Mamou-Mani, auteur scénariste producteur français
- André Boesberg, écrivain néerlandais
- Ira Newborn, compositeur de musique de film et chef d'orchestre
- José Ramos-Horta, homme politique est-timorais, Premier ministre puis président de la République du Timor Oriental
- Judith Ford, mannequin américaine
- Keiji Matsumoto (mort le 17 mai 2015), pilote de course japonais
- Khalid Bin Mahfouz (mort le 16 août 2009), banquier d'Arabie saoudite
- Mansour Guettaya (mort le 11 juin 2024), athlète tunisien
- Mikhaïl Boyarski, acteur et chanteur russe
- Olga Sedakova, poétesse russe
- Pat Matzdorf, athlète américain, spécialiste du saut en hauteur
- Patrick Fiole (mort le 30 mars 2011), journaliste français

## Décès
- Alick-Maud Pledge (née le 20 décembre 1893), pédagogue anglaise du mouvement, de la gymnastique et de la danse populaire
- Frank Kehoe (né le 8 février 1882), joueur de water-polo et plongeur américain
- Julius Brandt (né le 5 mars 1873), acteur autrichien
- Paul-Augustin Lapicque (né le 16 octobre 1873), armateur, capitaine au long cours et entrepreneur français

## Autres événements
- Affluence record au stade Knowsley Road (35 695 spectateurs) pour le match St Helens RLFC-Wigan
- Sortie britannique du film La Dynastie des Forsyte
- Sortie américaine du film La Bataille du rail
- Sortie espagnole du film Aventuras de Esparadrapo